# Johann Georg Dreydorff (Theologe)

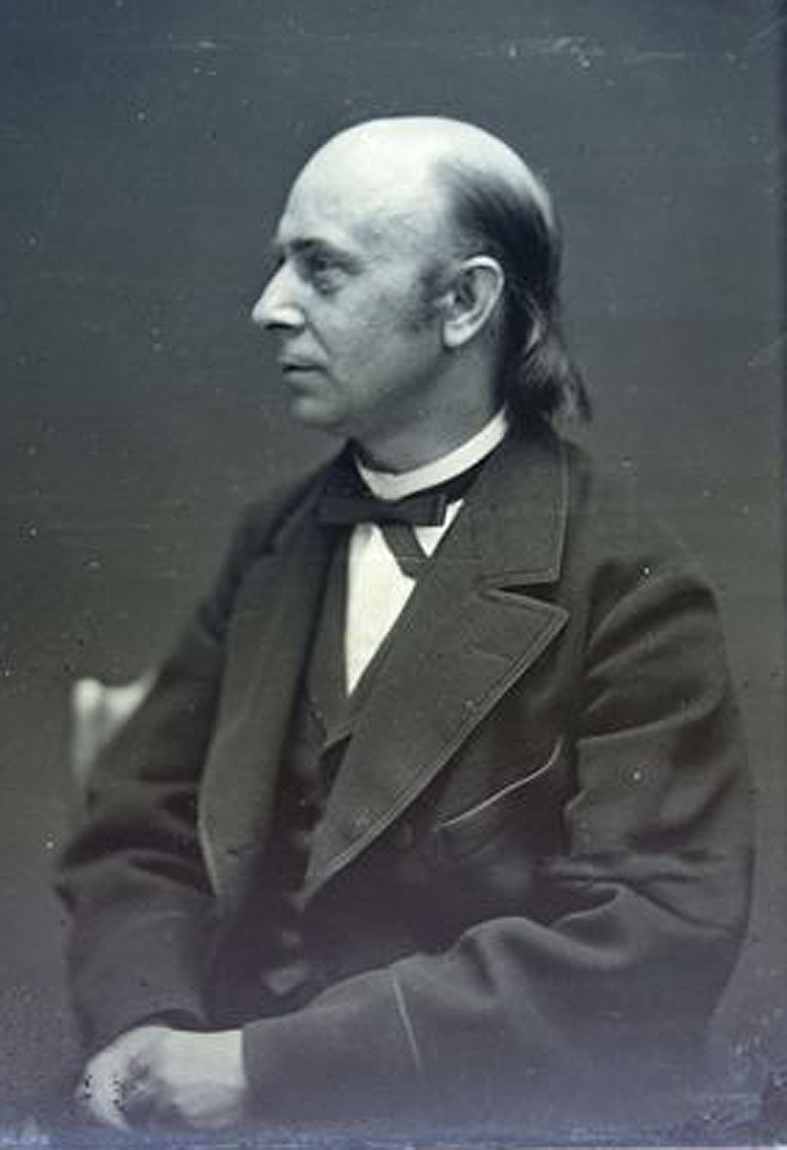
Porträt 1879. Fotografin: Bertha Wehnert-Beckmann

Johann Georg Dreydorff, Pseudonym F. F. Montalte der Jüngere (* 5. April 1834 in Ziegenhain; † 22. Dezember 1905), war ein deutscher reformierter Theologe, Pfarrer, Philosoph und Autor.

## Leben
Dreydorff stammte aus Hessen. Nach dem Schulbesuch studierte er in Marburg und Halle (Saale) Theologie, Philosophie und Philologie. Anschließend war er zehn Jahre als Erzieher des Erbprinzen Friedrich Wilhelm zu Ysenburg und Büdingen in Wächtersbach tätig, in dieser Zeit promovierte er zum Dr. phil. Am 14. Februar 1867 nahm er seine Tätigkeit als Pfarrer an der reformierten Kirche in Leipzig auf. Nach seiner Pensionierung im 1894 war er bis zu seinem Tod weiterhin stimmberechtigtes Mitglied der Reformierten Gemeinde Leipzigs. Dreydorff war Anhänger der liberalen Theologie.
Sein 1873 in Leipzig geborener Sohn Johann Georg Dreydorff schlug eine Künstlerlaufbahn ein und wurde ein bekannter Maler. Er starb 1935 in Krefeld.

## Schriften (Auswahl)
- Das System des Johannes Pico, Grafen von Mirandula und Concordia. Eine philosophisch-historische Untersuchung. Elwert, Marburg 1858. (Digitalisat der Bayerischen Staatsbibliothek München, zuletzt abgerufen am 28. August 2018)
- Christian August Ludwig Stolzenbach, weil. Dr. theol. u. erster Pfarrer u. Metropolitan zu Ziegenhain in Hessen. Zu seinem Gedächtniß. Adelmann, Frankfurt am Main 1860.
- Ein Brief an einen Freund in der Provinz Niederhessen. Ueber Vilmar’s II. theolog. politische Missionsbroschüre incl. Treubund. Von F. F. Montalte dem Jüngern. Hermann’sche Verlagsbuchhandlung, Frankfurt am Main 1861. (Digitalisat bei Google Books, zuletzt abgerufen am 28. August 2018)
- Die Frage Johannes des Täufers und Christi Antwort. An die Zweifler und an die Gläubigen in unserer Zeit. Jäger, Frankfurt am Main 1866.
- Schleiermacher. Festrede zur Feier der 100. Wiederkehr seines Geburtstages, gehalten zu Leipzig, 27. Nov. 1868. Duncker & Humblot, Leipzig 1868.
- Predigt über Phil. 3,12. Gehalten am Reformationsfest. Hirzel, Leipzig 1868.
- Pascal, sein Leben und seine Kämpfe. Duncker & Humblot, Leipzig 1870.
- Unser Gebet. Predigt über Psalm 115,1 gehalten am 3. August 1870. Duncker & Humblot, Leipzig 1870.
- Zum Neubau auf altem Grunde. Predigten. Duncker und Humblot, Leipzig 1872.
- Die Jesuiten im deutschen Reiche; warum und mit welchen Mitteln haben wir sie zu bekämpfen? Ein Vortrag im Protestanten-Verein zu Leipzig gehalten. Barth, Leipzig 1872.
- (Hrsg.): Ergebnisse und Gleichnisse. Aus dem literarischen Nachlasse. Barth, Leipzig 1874.
- Bekenntnisse eines alten Pfarrers. In Briefen an seine Frau. Haessel, Leipzig 1894.
- Warum und wie? Ein Beitrag der Judenfrage. Moedebeck, Berlin 1895.
- Römisches Christentum. In Briefen an eine Freundin. Haessel, Leipzig, 1904.